# الژبیتسین (استان اشوی‌داشکسیه)
الژبیتسین (به لهستانی: Elżbiecin) یک منطقهٔ مسکونی در لهستان است که در گمینا بوسکو-زدروی واقع شده‌است.